# Udzima wa ya Masiwa
Udzima wa ya Masiwa is het volkslied van de Comoren vanaf de onafhankelijkheid in 1978. Het is geschreven door Said Hachim Sidi Abderemane, die samen met Kamildine Abdallah ook de muziek erbij maakte.
Shimasiwa
I béramu isi pépéza
i nadi ukombozi piya
i daula ivénuha
tasiba bu ya i dini voya trangaya hunu Komoriya
Narikéni na mahaba ya huveindza ya masiwa
yatruwasiwa Komoro damu ndzima
wasiwa Komoro dini ndzima
Ya masiwa radzali wa
ya masiwa yarileya
Mola né ari sayidiya
Narikéni ha niya
riveindzé uwataniya
Mahaba ya dine na duniya.
I béraba ya huveindzar ya masiwa.
mu isi pépéza
rang mwési sita wa Zuiye
i daula ivénuha
zisiwa zatru zi pangwi ha
Maoré na Nzuani, Mwalina Ngaziya
Narikéni na mahaba.

## Franse tekst
Au faîte le Drapeau flotte
Apelle a là Liberté totale.
La nation apparaît,
Force d'une meme religion au sein des Comores.
Vivons dans l'amour rèciproque dans nos îles.
Les Comoriens issue de même sang,
Nous embrassons la même idéologie réligieuse.
Les îles où nous somme nés!
Les îles qui nous ont prodigués la bonne éducation.
Dieu ya apporté son aide.
Conservons notre unité pour l'amour de la patrie,
Amour pour la réligion
Et pour l'évolution.
Au faîte le Drapeau flotte
Depuis le 6 du mois de Juillet
La nation apparaît,
Les îles devenues souveraines;
Maore - N'Dzouani - Mouwali - et N'Gazidja.
Gardons notre amour pour les îles.
Onafhankelijke staten: Algerije · Angola · Benin · Botswana · Burkina Faso · Burundi · Centraal-Afrikaanse Republiek · Comoren · Congo-Brazzaville · Congo-Kinshasa · Djibouti · Egypte · Equatoriaal-Guinea · Eritrea · Ethiopië · Gabon · Gambia · Ghana · Guinee · Guinee-Bissau · Ivoorkust · Kaapverdië · Kameroen · Kenia · Lesotho · Liberia · Libië · Madagaskar · Malawi · Mali · Marokko · Mauritanië · Mauritius · Marokko · Mozambique · Namibië · Niger · Nigeria · Oeganda · Rwanda · Sao Tomé en Principe · Senegal · Seychellen · Sierra Leone · Somalië · Soedan · Swaziland · Tanzania · Tsjaad · Togo · Tunesië · Zambia · Zimbabwe · Zuid-Afrika · Zuid-Soedan
Niet algemeen erkende landen: Somaliland · Westelijke Sahara
Afhankelijke gebieden: Mayotte · Réunion (onofficieel) · Saint Helena, Ascension and Tristan da Cunha (onofficieel)